# Campionat d'Espanya de trial 1995
La temporada de 1995 del Campionat d'Espanya de trial fou la 28a edició d'aquest campionat, organitzat per la Reial Federació Motociclista Espanyola. El calendari oficial constava de 8 proves puntuables.

## Classificació final
Font:
| Posició | Pilot                | Motocicleta | Punts |
| ------- | -------------------- | ----------- | ----- |
| 1       | Marc Colomer         | Montesa     | 140   |
| 2       | Jordi Tarrés         | Gas Gas     | 138   |
| 3       | Amós Bilbao          | Beta        | 125   |
| 4       | Marcel Justribó      | Beta        | 95    |
| 5       | José Antonio Benítez | Gas Gas     | 81    |
| 6       | David Cobos          | Gas Gas     | 79    |
| 7       | Gabriel Reyes        | Montesa     | 63    |
| 8       | Joan Pons            | Gas Gas     | 61    |
| 9       | Marc Catllà          | Gas Gas     | 45    |
| 10      | Pep Ribera           | Gas Gas     | 38    |

## Categories inferiors
| Categoria    | Guanyador           | Motocicleta |
| ------------ | ------------------- | ----------- |
| Sènior B     | David Cobos         | Gas Gas     |
| Sènior C     | Daniel Estragués    | Gas Gas     |
| Veterans A   | Antoni Ramonet      | Gas Gas     |
| Veterans B   | Carles Casas        | Beta        |
| Júnior       | José Manuel Alcaraz | Gas Gas     |
| Cadets       | Adriano Carnés      | Gas Gas     |
| "Autonomías" | Catalunya           | -           |